# المحيب (بعدان)

تعديل مصدري - تعديل

المحيب هي إحدى قرى عزلة الحرث بمديرية بعدان التابعة لمحافظة إب، بلغ تعداد سكانها 327 نسمة حسب تعداد اليمن لعام 2004.